# Rudnik (gromada w powiecie kraśnickim)
Rudnik – dawna gromada, czyli najmniejsza jednostka podziału terytorialnego Polskiej Rzeczypospolitej Ludowej w latach 1954–1972.
Gromady, z gromadzkimi radami narodowymi (GRN) jako organami władzy najniższego stopnia na wsi, funkcjonowały od reformy reorganizującej administrację wiejską przeprowadzonej jesienią 1954 do momentu ich zniesienia z dniem 1 stycznia 1973, tym samym wypierając organizację gminną w latach 1954–1972.
Gromadę Rudnik z siedzibą GRN w Rudniku (obecnie są to dwie wsie: Rudnik Pierwszy i Rudnik Drugi) utworzono – jako jedną z 8759 gromad na obszarze Polski – w powiecie kraśnickim w woj. lubelskim na mocy uchwały nr 10 WRN w Lublinie z dnia 5 października 1954. W skład jednostki wszedł obszar dotychczasowej gromady Rudnik ze zniesionej gminy Zakrzówek w tymże powiecie. Dla gromady ustalono 14 członków gromadzkiej rady narodowej.
1 stycznia 1956 gromada weszła w skład nowo utworzonego powiatu bychawskiego w tymże województwie.
1 stycznia 1958 do gromady Rudnik włączono kolonię Kowersk z gromady Gałęzów w powiecie bychawskim, po czym gromadę Rudnik włączono z powrotem do powiatu kraśnickiego w tymże województwie.
31 grudnia 1961 gromadę włączono ponownie do powiatu bychawskiego w tymże województwie. 1 stycznia 1962 gromadę zniesiono, włączając jej obszar do gromady Dębina w powiecie bychawskim.